# Wassili Wassiljewitsch Berwi

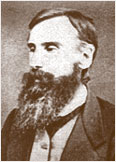
Wassili Berwi

Wassili Wassiljewitsch Berwi-Flerowski, auch N. Flerowski – Pseudonym, richtiger Name Wilhelm Wilhelmowitsch Berwi (russisch Вильгельм Вильгельмович Берви; * 28. Apriljul. / 10. Mai 1829greg. in Rjasan; † 4. Oktober 1918 in Jusowka) war ein unter diesem Pseudonym bekannter russischer Ökonom und Soziologe.
Berwi war der Sohn von Wilhelm Berwi (1792–1859), Professor der Physiologie an der Universität Kasan, und Urenkel des ehemaligen britischen Konsul in Danzig Friedrich (Frederic?) von Berwick.
Er studierte Rechtswissenschaft an der Kasaner Universität (1845–1849).
Berwi war ein Vertreter des volkstümlerischen utopischen Sozialismus. Sein Buch »Lage der arbeitende Klasse in Russland« (1869) stellte Karl Marx auf eine Stufe mit Engels´ Werk »Die Lage der arbeitenden Klasse in England« von 1845.

## Werke
- Polozenie rabocago klassa v Rossii. Nabljudenija i izsledovanija. Poljakov, S.-Peterburg 1869. (Lage der arbeitenden Klasse in Rußland) MDZ Reader
- Das A B C der sozialen Wissenschaften. Die gegenwärtige west-europäische Zivilisation. Die griechisch-römische Zivilisation, das Mittelalter, das Aufleben der Wissenschaft. Hermann Haacke, Leipzig 1898. MDZ Reader
- Unter drei russischen Kaisern. Das politische System Nikolaus I., Alexander II. und Alexander III. Erlebnisse, Studien und Beobachtungen. Siegfried Cronbach, Berlin 1898.